# Увью
Увью или Увъю — река в России, течёт по территории Удорского района Республики Коми. Левый приток реки Мезень.
Длина реки составляет 43 км.
Впадает в Мезень на высоте 165 м над уровнем моря.
Притоки (км от устья):
- 6 км: ручей Гнилая Увью[3];
- 8 км: река без названия[3];
- Седъёль[2].

## Данные водного реестра
По данным государственного водного реестра России относится к Двинско-Печорскому бассейновому округу, водохозяйственный участок реки — Мезень от истока до водомерного поста у деревни Малонисогорская. Речной бассейн реки — Мезень.
Код объекта в государственном водном реестре — 03030000112103000043087.